# 장육
장육(1988년 9월 9일 ~ )은 대한민국의 전직 스타크래프트 프로게이머이다. 길드는 Op ClaNWHITE-이며 Jy[WHITE]라는 아이디를 사용하며, 종족은 저그이다. 2006년 상반기 드래프트에서 GO(현 CJ 엔투스)의 1차 지명으로 입단하였다. 거의 팀플레이에서 많이 활동하였다.
2008년 3월 6일 은퇴를 발표했다.
2008년 10월 7일, 육군 현역으로 입대했다.
전역 후에는 아프리카TV로 넘어갔다.

## 수상 경력
- 2005년 11월 서울호서대학 스타크래프트 게임대회 4위
- 2006년 1월 제17회 커리지 매치 입상
- 2006년 6월 신한은행 스타리그 시즌2 24강
- 2007년 1월 신한은행 스타리그 시즌3 24강

## 별명
카푸치노 장: 초기에 제법 기량을 발휘하며, 주목을 얻었으나 후에 기복이 심해지더니 결국 승보다 패를 많이 쌓아 얻은 별명.